# Iglesia Cristiana del Norte
La Iglesia Cristiana del Norte (en inglés North Christian Church) es una iglesia en Columbus, Indiana (Estados Unidos). Feu fundada en 1955 y forma parte de la Iglesia Discípulos de Cristo. El edificio de 1964 fue diseñado por el arquitecto finlandés-estadounidense Eero Saarinen y se completó en 1964. El padre de Saarinen, Eliel Saarinen, había diseñado la Primera Iglesia Cristiana en Columbus.
El edificio tiene forma hexagonal, con una aguja central de metal de 59 m de altura. Debajo de la aguja, hay un óculo que admite luz en el nivel principal. El santuario está ubicado en el centro del edificio, con la Mesa del Señor ubicada en el centro del santuario. Filas de bancos rodean el altar en un hexágono, lo que refleja la idea de que la adoración debe ser un aspecto central de la vida de la congregación. El nivel inferior contiene aulas, un auditorio, una cocina y un área de actividades.

## Historia
En 1955, 43 miembros de la Primera Iglesia Cristiana, diseñada por Eliel Saarinen, decidieron fundar una nueva iglesia afiliada a los Discípulos de Cristo. Después de algún tiempo de adorar en los hogares de los demás, en 1956 compraron 2 ha de tierra con la ayuda de Irwin Miller. Aunque Miller quería contratar a Eero Saarinen para diseñar la nueva iglesia, creía que era importante que la congregación eligiera al arquitecto por sí misma:

## Simbolismo en el diseño
Saarinen creía que las iglesias modernas habían perdido la monumentalidad de las catedrales tradicionales porque las expansiones con escuelas dominicales, gimnasios y cocinas le quitaron el significado a la iglesia misma. Quería diseñar un edificio que volviera al modelo de una iglesia tradicional, sin dejar de usar la arquitectura moderna que sirviera a las necesidades de la congregación.
Su compromiso fue trasladar la escuela, las salas de reuniones, el auditorio y la cocina a un sótano oculto, de modo que la única parte visible de la iglesia fuera del suelo fuera el santuario. El espacio para el sótano fue tallado en la tierra en forma hexagonal, reflejando el santuario sobre él. Esto enfatizó la importancia de la iglesia misma y aisló el santuario como la parte más importante del edificio.
Se inspiró en los empinados escalones de Angkor Wat y Borobudur, donde el visitante tiene que interactuar con la arquitectura y el trabajo para llegar al santuario. Pensó que construir una iglesia entera en un nivel hacía que la religión fuera "demasiado fácil" y le quitaba la experiencia espiritual de ir a la iglesia. Por lo tanto, optó por elevar el santuario de la iglesia para que la gente tuviera que subir unas escaleras para llegar a él. De esta manera la iglesia también se destacaba de su barrio residencial.

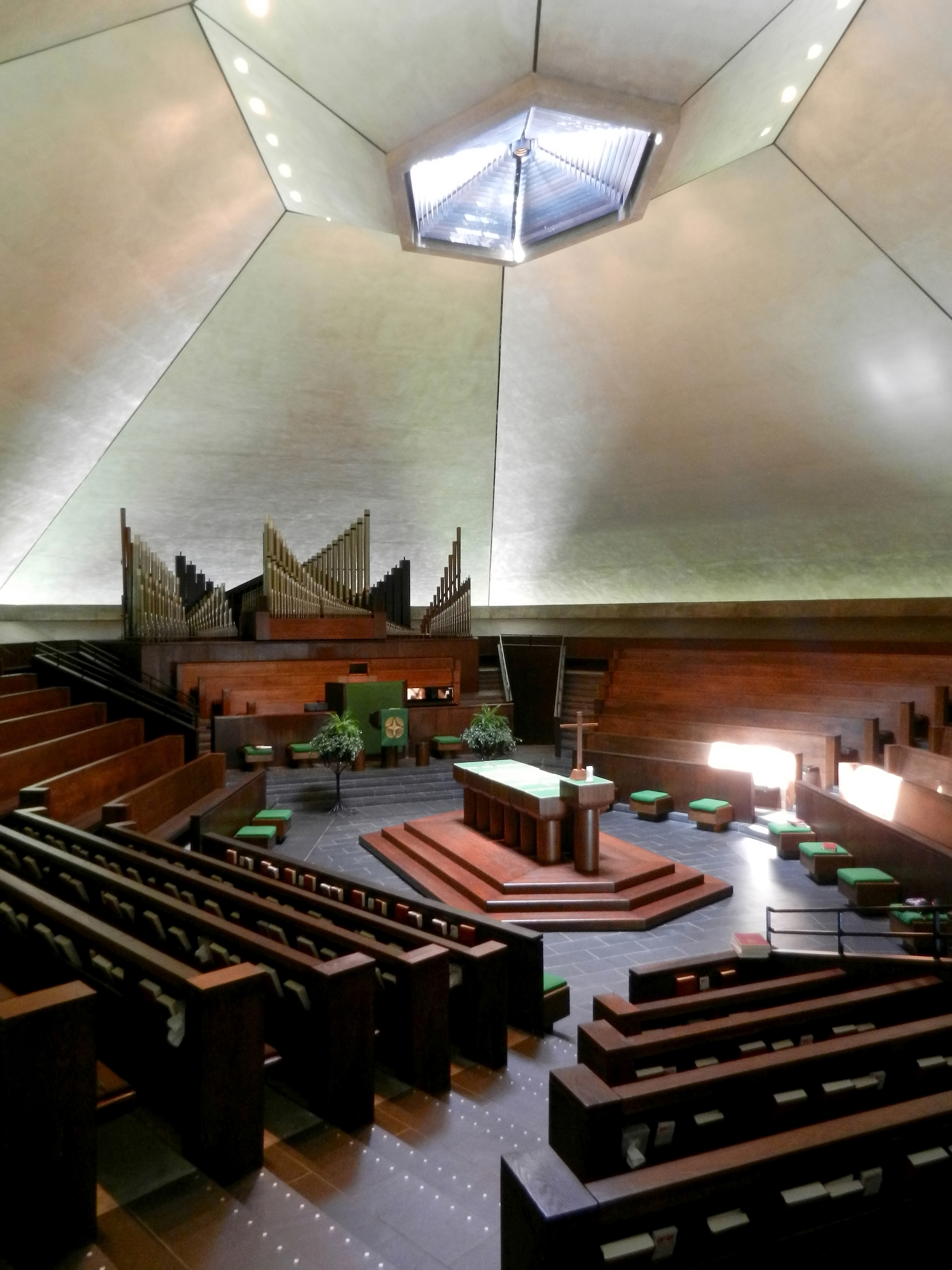
interior del santuario

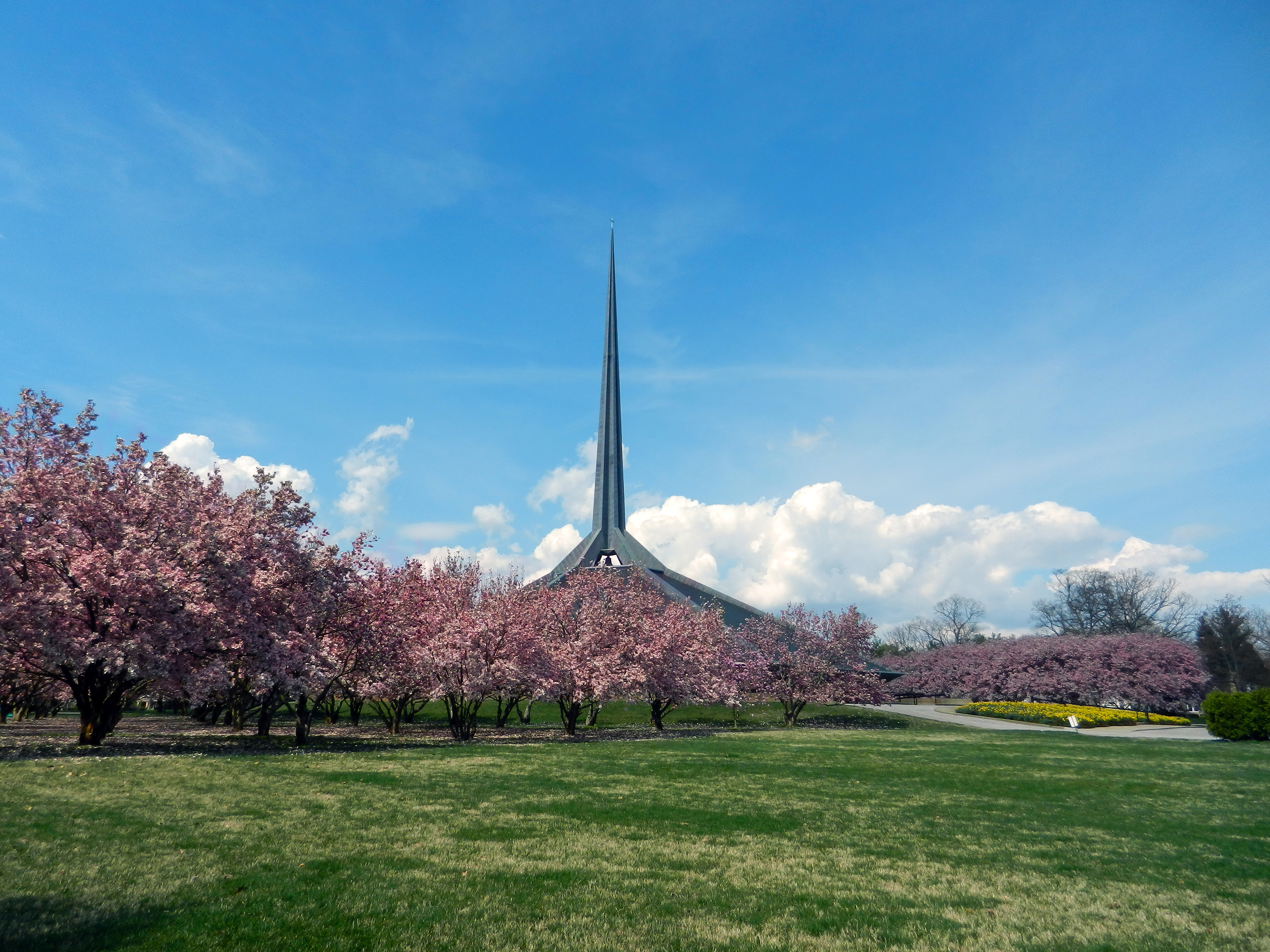
Vista exterior

### Santuario
El acto de ingresar a una iglesia también fue importante para Saarinen, por lo que el ambiente cambia para reflejar el cambio de actitud que uno tiene al entrar a un espacio sagrado. Los pisos de pizarra gris, los bancos de caoba oscura y la espeluznante iluminación natural buscan infundir una sensación de asombro. La principal fuente de luz en el santuario es el óculo en la base de la aguja, directamente encima de la mesa de la Comunión. Este foco de luz llama la atención sobre el centro de la habitación, donde tiene lugar la Comunión.
La sala fue diseñada como un espacio donde las personas pueden reunirse en unidad y armonía en un mundo espiritual cerrado. La mesa de la Comunión, que consta de doce pedestales simbólicos de los doce apóstoles, se coloca sobre una plataforma escalonada. El pedestal más alto al final de la mesa representa a Cristo y sostiene un cáliz de plata y una hogazapara el servicio. Es el foco central del santuario porque es una parte importante del servicio de los Discípulos de Cristo. La congregación se sienta a su alrededor uno frente al otro como una comunidad.
El púlpito, el coro y un órgano Holtkamp están situados frente a la entrada principal del santuario. El órgano es el último de su tipo diseñado por Walter Holtkamp Sr.

### Aguja
Saarinen diseñó el santuario largo, angular y simétrico y la aguja de 59 m de altura de un solo trazo:

En este sitio, con este tipo de planta central, creo que me gustaría hacer que la iglesia realmente tenga una sola forma: toda la torre. Habría una construcción gradual de los planos flotantes y protectores que se convertirían en la aguja. La aguja no se colocaría en una caja ni se levantaría por los lados del techo, como hicimos en Stephens College. Todos, todos los planos, crecerían orgánicamente en la aguja.
Eero Saarinen

Desde el exterior del edificio, la aguja simbolizaba tender hacia las alturas de Dios; en el interior, creó un espacio elevado cerrado para la congregación. La iglesia estaba destinada a sacar al hombre del mundo terrenal, por lo que en lugar de estar anclada al suelo con rectángulos sólidos, Saarinen usó formas angulares puntiagudas que flotan y apuntan al cielo. En la parte superior de la aguja hay una cruz de 2 m de pan de oro, que simboliza el sacrificio de Cristo.

### Bautisterio
El baptisterio es un espacio pequeño, decorado con un diseño de rayos de sol, que simboliza la Santísima Trinidad. Está separado del santuario principal, diseñado para dar más dignidad a la ceremonia. La separación entre el baptisterio y el presbiterio también recuerda la tradición de la iglesia cristiana primitiva, cuando solo los bautizados podían asistir a la Comunión. 

## Influencia
La Iglesia Cristiana del Norte fue uno de los edificios más copiados de mediados del siglo XX. Aunque no generó mucho interés durante la vida de Saarinen, las décadas siguientes produjeron copias del edificio en todo Estados Unidos. Fue el último edificio que diseñó Saarinen antes de su muerte, y pensó que era uno de sus mayores logros:

Cuando me encuentre con San Pedro, podré decir que de los edificios que hice durante mi vida, esta pequeña iglesia fue uno de los mejores, porque tiene un espíritu real que habla a todos los cristianos como un testimonio de su fe
Eero Saarinen

## Historia reciente
Como la membresía ha disminuido y los costos de mantenimiento han aumentado, la congregación ha comenzado a tener dificultades para recaudar los fondos necesarios para el mantenimiento de la estructura. En abril de 2018, la organización de preservación histórica de Indiana Landmarks agregó la iglesia a su lista de los 10 monumentos de Indiana más amenazados para crear conciencia sobre el problema y encontrar formas de salvarlo.
En 2019, Landmark Columbus recibió una subvención de conservación arquitectónica Keeping it Modern 2019 de la Fundación Getty para la icónica iglesia.